# Valera de Abajo
Valera de Abajo est une municipalité espagnole de la province de Cuenca, dans la région autonome de Castille-La Manche.

## Édifice
L'église est dédiée à Notre-Dame-de-l'Assomption.